# Christoph Dressler
Christoph Dressler (Feldbach, 2 de agosto de 1993) é um  jogador de vôlei de praia austríaco, medalhista de bronze no Campeonato Europeu Sub-22 de 2014 na Turquia e terceiro lugar no Campeonato Mundial Universitário de 2016 na Estónia.

## Carreira
Em 2010 formou dupla com Lorenz Petutschnig conquistando a quarta posição do Campeonato Europeu de Vôlei de Praia Sub-18 em Porto e também nesta cidade para disputar a edição do Campeonato Mundial Sub-19 em obtendo a classificação final do quinto lugar.No ano de 2011 disputou o Mundial Sub-19 ao lado de Anton Menner na cidade de Umago e terminou na nona posição na edição do Campeonato Europeu Sub-23 em Porto ao lado de Lorenz Petutschnig.
Ainda em 2011 esteve ao lado de Fabian Kandolf no Mundial Sub-21 em Halifax e no ano seguinte estrearam no Circuito Mundial e  disputou o Mundial da categoria, alcançando nono lugar com Lorenz Petutschnig
No Mundial Sub-21 de 2013 em Umago, ao lado de Lukas Peter Stranger terminou em décimo sétimo lugar e no Mundial Sub-23 em Mysłowice com Fabian Kandolf terminaram na nona posição , mesma posição obtida no Campeonato Europeu Sub-22 em Varna.No Circuito Austríaco de 2013 venceu com Tobias Winter  a etapa de Fürstenfeld e o terceiro lugar com Thomas Kunert na etapa de Gmunden.Já no Mundial  Sub-23 em Mysłowice de 2014 com Fabian Kandolf terminaram na décima sétima posição
Em 2014 junto com Thomas Kunert conquistaram o quarto lugar na etapa Satélite do Circuito Europeu em Anapa, também obtendo o segundo posto no circuito nacional em Podersdorf e o quarto lugar em Krems e Litzlberg; com Benedikt Kattner
depois conquistou a medalha de bronze no Campeonato Europeu de Vôlei de Praia Sub-22 sediado em Fethiye
No ano de 2015 esteve em mais uma temporada com Thomas Kunert , obteve , no circuito nacional, o terceiro posto na etapa de Furstenfeld e Wolfurt, quarto posto em Tulln.Juntos, em 2016 conquistaram o bronze no Campeonato Mundial Universitário de Vôlei de Praia em Pärnu
Em sua última temporada com Thomas Kunert, obteve o terceiro posto peplo circuito nacional  na etapa de Neusiedl.A partir de 2018 esteve atuando com Robin Seidl com quem disputou o circuito suíço, vencendo a etapa de Genebra, ainda atuou com Tobias Winter, depois com Alexander Huber na conquista da prata no torneio duas estrelas de Agadir, e juntos em 2019 no o título do duas estrelas em Siem Reap e Qidong, além do quarto lugar no uma estrela de Baden.
Na temporada de 2019 ainda obteve os títulos do nacional em Graz e Innsbruck.No ano de 2020 ainda obtiveram o vice-campeonato no duas estrelas de Phnom Penh , no âmbito nacional terminaram em terceiro em Ljubljana e quarto em Baden.Em 2021 conquistaram o título nacional na etapa de 	Graz e o vice-campeonato em Viena, ainda terminaram em terceiro lugar no torneio quatro estrelas de Itapema.

## Títulos e resultados
- Torneio 4* de Itapema do Circuito Mundial de Vôlei de Praia:2021
- Torneio 2* de Qidong do Circuito Mundial de Vôlei de Praia:2019
- Torneio 2* de Siem Reap do Circuito Mundial de Vôlei de Praia:2019
- Torneio 2* de Phnom Penh do Circuito Mundial de Vôlei de Praia:2020
- Torneio 2* de Agadir do Circuito Mundial de Vôlei de Praia:2018
- Torneio 1* de Baden do Circuito Mundial de Vôlei de Praia:2018